# Aclis georgiana
Aclis georgiana är en snäckart som beskrevs av Dall 1927. Aclis georgiana ingår i släktet Aclis och familjen Aclididae. Inga underarter finns listade i Catalogue of Life.